# Justicia tobagensis
Justicia tobagensis är en akantusväxtart som först beskrevs av Ignatz Urban, och fick sitt nu gällande namn av D.C. Wasshausen. Justicia tobagensis ingår i släktet Justicia och familjen akantusväxter. Inga underarter finns listade i Catalogue of Life.